# Sportscene
Sportscene est une émission de télévision sportive écossaise diffusée sur BBC One Scotland et BBC Two Scotland.

## Histoire
L'émission fut diffusée pour la première fois en août 1975 sur les chaînes de la BBC Scotland, prenant la suite de Sportsreel et de Scoreboard. Le football tient une place prédominante, mais pas exclusive, dans le contenu de l'émission, principalement des matches du championnat écossais, mais aussi anglais et des images des grands matches d'autres championnats européens. Des résumés des matches de Coupe d'Écosse, de Coupe de la Ligue écossaise, des compétitions européennes mettant en jeu des clubs écossais et de l'équipe d'Écosse de football sont aussi diffusées dans l'émission.